# 莫宣宗
莫宣宗（越南语：／，？—1564年2月18日），名莫福源（越南语：／），中國史籍作莫宏瀷（越南语：／），越南莫朝第四代皇帝，1546年至1564年在位。

## 生平
莫福源是莫宪宗莫福海之子，1546年宪宗死后继位，次年改元永定。泗陽侯范子儀在御天縣華陽立弘王莫正中為帝，與莫福源爭奪皇位。莫福源派遣謙王莫敬典、西郡公阮敬前往討伐，為其所敗。范子儀挾持莫正中據安廣地方，洗劫海陽省一帶並劫掠明朝的廣西、廣東一帶。莫福源不能制，甚至在1549年一度棄昇龍城出逃。直到1551年，莫敬典才擒殺了范子儀。莫正中流亡明朝。這次內亂使莫朝元氣大傷，後黎朝的鄭檢趁機煽動莫朝將領黎伯驪、武文密倒戈討伐莫朝。莫福源出奔金城縣（今海陽省金城縣），留莫敬典率兵在昇龍防禦，擊退了鄭軍。此後，莫朝又與後黎朝多次發生交戰，互有勝負。
光宝十年二月初七日（1564年2月18日），莫福源去世，諡睿皇帝，又作英毅皇帝，廟號宣宗。其子莫茂洽继位。

## 家庭

### 后宫
- 妻裴氏，生莫茂洽

### 子女
- 莫茂洽
- 威王莫敬用